# Earle Nelson
Earle Leonard Nelson (ur. 12 maja 1897 w San Francisco, zm. 13 stycznia 1928 w Winnipeg) - amerykański seryjny morderca i nekrofil, zwany Mrocznym Dusicielem. W latach 1926 - 1927 zamordował co najmniej 22 osoby.

## Zbrodnie
Nelson wybierał na swoje ofiary kobiety, oferujące wynajem pokoju. Gdy odwiedzał dom takiej kobiety, upewniał się że ta jest sama w środku. Następnie dusił ofiarę, odbywał stosunek seksualny z zwłokami, kradł biżuterię i uciekał. Zbrodni dokonywał na terenie Kalifornii, Oregonu, Illinois, Iowa, Waszyngtonu, Missouri, Nowego Jorku, Michigan i Pensylwanii, jednak ostatnich 2 dopuścił się w Kanadzie. 

## Aresztowanie i proces
Nelson został aresztowany w Kanadzie i osądzony tylko za dwa ostatnie morderstwa. Pomimo wątpliwości co do jego poczytalności, został skazany na karę śmierci przez powieszenie. Wyrok wykonano 13 stycznia 1928 r. w Winnipeg.

## Ofiary
1. Clara Newman (60 l.) - 20 lutego 1926
2. Laura Beale (63 l.) - 2 marca 1926
3. Lilian Mary (63 l.) - 10 czerwca 1926
4. Ollie Russell (53 l.) - 24 czerwca 1926 
5. Mary Nisbet (52 l.) - 16 sierpnia 1926 
6. Beata Withers (35 l.) - 19 października 1926
7. Virginia Grant (59 l.) - 20 października 1926
8. Mabel Fluke (? l.) - 21 października 1926
9. Anna Edmonds (56 l.) - 18 listopada 1926
10. Florence Monks (48 l.) - 23 listopada 1926
11. Blanche Myers (48 l.) - 29 listopada 1926
12. John Berard (41 l.) - 23 grudnia 1926
13. Bonnie Pace (23 l.) - 27 grudnia 1926
14. Germania Harpin (28 l.) - 28 grudnia 1926
15. Robert Harpin (8 m.) - 28 grudnia 1926
16. Mary McConnell (53 l.) - 27 kwietnia 1927
17. Jennie Randolph (53 l.) - 30 maja 1927 
18. Fannie May (53 l.) - 1 czerwca 1927
19. Maureen Atorthy (? l.) - 1 czerwca 1927
20. Mary Sietsma (27 l.) - 4 czerwca 1927
21. Lola Cowan (14 l.) - 8 czerwca 1927
22. Emily Patterson (27 l.) - 10 czerwca 1927